# Ousmane Dabo
Ousmane Dabo, född 8 februari 1977 i Laval, är en fransk före detta fotbollsspelare. Dabo spelade tre matcher för det franska landslaget 2003. Förutom Lazio har han bland annat representerat Inter, AS Monaco och Manchester City.